# Ingica Mångrind
Ingica Mångrind är ett album från 1979 av den svenska sångerskan Monica Törnell.

Inspelningen skedde i Marcus Music studio, Solna, augusti–september 1979. Inspelningstekniker var Christer Berg, producent Monica Törnell och koordinator Stefan Schröder, Phonogram. Skivnumret är Philips 6316 123. Musikerna på plattan kom till stor del från bandet Östan Sol, Västan Måne.
Törnells egen låt Vita om hösten spelades 1985 in av finländska Carola med finsk text av Veikko Olavi Salmi under titeln "Jos tuulelta siivet saisin".

## Låtlista

### Sida 1
1. Nancy (Leonard Cohen - Cornelis Vreeswijk)
2. Vita om hösten (Monica Törnell)
3. En visa om ett rosenblad (Georg Riedel - Cornelis Vreeswijk)
4. Nationernas visdom (dikt av Jacques Prévert, övers. Arne Häggqvist - tonsättn. Claes Ejdemyr)
5. En liten konstnär (Lille Bror Söderlundh - Nils Ferlin)
6. Sista dansen (Monica Törnell)

### Sida 2
1. Som en sparkad sten (Like a Rolling Stone, Bob Dylan - Ingemar Nilsson)
2. Ofelia plockar krasse (Cornelis Vreeswijk)
3. Ta min karl (John Lennon - Paul McCartney - Cornelis Vreeswijk)
4. Performance (Allen Toussaint)

## Medverkande musiker

### New Band
- Lars Ekholm, gitarr
- Bosse Norgren, klaviaturer
- Per V. Johansson, bas
- Jörgen Johansson, trummor

### Övriga musiker
- Bror Törnell, gitarr
- Peter Caudwell, sax